# Charles Manson
Charles Milles Manson (Cincinnati, 12 novembre 1934 – Bakersfield, 19 novembre 2017) è stato un criminale statunitense, ritenuto il mandante di due fatti di sangue famigerati nella storia degli Stati Uniti d'America: quello dell'eccidio di Cielo Drive, in cui furono assassinati l'attrice Sharon Tate e quattro suoi amici, e quello ai danni di Leno LaBianca e di sua moglie.

## Biografia

### Le origini e l'infanzia
Charles Manson nacque il 12 novembre 1934 a Cincinnati (Ohio). Sua madre, Kathleen Maddox (1919-1973), conduceva una vita sregolata e Manson stesso sostenne fosse una prostituta; aveva quindici anni quando diede alla luce il figlio. La ragazza dovette rivolgersi alle autorità giudiziarie che riconobbero in un certo colonnello Scott il padre del bimbo. Dopo avere convissuto per un certo periodo con un tale William Manson, dal quale Charles ricevette il cognome,  Maddox continuò nella sua vita irregolare, compiendo reati gravi che le procurarono la carcerazione per qualche anno. Durante il periodo della detenzione, il figlio – inizialmente in affido temporaneo a vicini di casa – andò a vivere con degli zii in West Virginia; dal 1942 cominciò a seguire la madre nelle sue peregrinazioni pernottando in vari motel fino al 1947, anno in cui venne inserito in un istituto per l'infanzia nell'Indiana.
Dimostratosi ribelle alle regole in vigore nella scuola, scappò cominciando a compiere furti d'auto e rapine nei negozi, reati minori per i quali trascorse qualche settimana a Indianapolis in un istituto di correzione; dopo altri crimini e un fallimentare tentativo d'inserimento nella «Città dei Ragazzi» gestita da Edward J. Flanagan, venne in seguito mandato all'Indiana School for Boys. Fuggito anche da quell'istituto di rieducazione, Manson compì il suo primo reato federale a sedici anni, trasportando oltre confine un'auto rubata con all'interno due prostitute; ciò comportò per lui la detenzione in una serie di riformatori.

### La detenzione in carcere

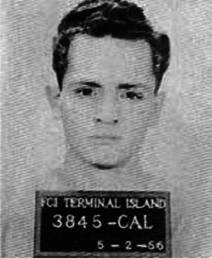
Foto segnaletica di Manson, Federal Correctional Institute Terminal Island, 2 maggio 1956

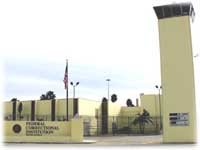
La prigione di Terminal Island

Manson entrò nel riformatorio del Natural Bridge Honor Camp, nel riformatorio federale di Petersburg e in quello di Chillicothe in Ohio, dove alternò tentativi di fuga e aggressioni a periodi di buona condotta. Al Natural Bridge Honor Camp perse l'opportunità della libertà condizionata per aver sodomizzato un giovane detenuto puntandogli una lama alla gola. Ottenuta la libertà condizionata a metà del 1954, tornò a vivere dai parenti in West Virginia e lì conobbe un'infermiera, Rosalie Jean Willis, che sposò.
In aggiunta a qualche lavoro regolare come benzinaio e parcheggiatore, continuò la propria carriera delinquenziale, rubando auto e portandole oltre il confine di stato. Fu per questo arrestato in California dove, grazie alle sue capacità persuasive e alla gravidanza della moglie che lo accompagnava, riuscì ad ammorbidire lo psichiatra che lo esaminava, il quale suggerì al giudice la libertà vigilata. Tuttavia Manson non vi si sottopose, dileguandosi nuovamente. Una volta riacciuffato, fu spedito nel penitenziario di Terminal Island a scontare una pena di tre anni.
Qui entrò a contatto con detenuti dai quali apprese con interesse metodi per avviare alla prostituzione e gestire le donne squillo, conoscenze che mise a frutto in un periodo di libertà in cui reclutò alcune ragazze per diventarne il protettore. Denunciato per quest'attività, il 27 aprile 1960 Manson fu incriminato per "trasporto di donne da uno stato all'altro ai fini di prostituzione". Assieme alla falsificazione di un assegno, al furto di auto e alla violazione delle norme sulla libertà vigilata, dopo due mesi fu condannato a scontare dieci anni di reclusione nel penitenziario di McNeil Island, nello Stato di Washington.
Durante gli anni trascorsi in carcere, e in particolare a McNeil Island, Manson si dedicò allo studio intensivo di necromanzia, magia nera, esoterismo massonico, chirosemantica, scientologia, motivazione subliminale e ipnotismo. Imparò anche a suonare la chitarra, e nell'ultimo periodo di detenzione si dedicò in modo ossessivo alla musica e alla composizione di canzoni.

### La scarcerazione e la creazione dellaManson Family

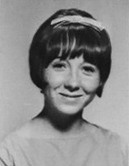
Lynette "Squeaky" Fromme in una foto del 1965

Manson fu rilasciato su cauzione nel marzo 1967 e, una volta uscito, decise di divenire un musicista mettendo a frutto le capacità musicali acquisite in carcere; dichiarò in seguito di essere stato un fan dei Beatles. In tempo per la Summer of Love, si trasferì a San Francisco dove raccolse intorno a sé un gruppo di giovani - in particolare di sesso femminile - soggiogati dal suo carisma, dalla sua chitarra e dalle sue capacità oratorie. Fra le prime Mary Brunner, Lynette "Squeaky" Fromme, Patricia Krenwinkel, Susan Atkins (alle quali si sarebbero aggregate l'anno successivo Sandra Good e Leslie Van Houten). Si unirono poi anche Bruce Davis e Bobby Beausoleil. Per la fine del 1967 il gruppo si mise a vagabondare in un autobus scolastico dipinto di nero. Nell'arco di un anno e mezzo Manson e una decina di ragazzi girovagarono a bordo del bus: dapprima giunti a Mendocino, si spinsero più a nord fino all'Oregon e allo stato di Washington, poi il mezzo invertì la rotta dirigendosi a sud e attraversando Messico, Nevada, Arizona e Nuovo Messico, prima di rientrare in California e insediarsi in zone isolate che circondavano Los Angeles.

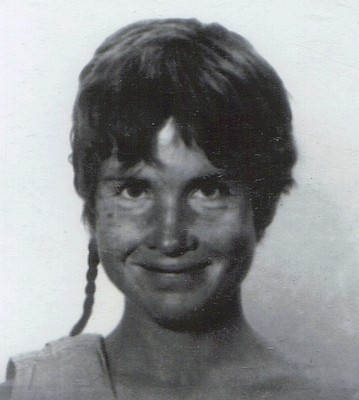
Sandra Good nel 1969

Presero il nome di The Family ("La Famiglia"), o anche The Manson Family, sebbene Manson abbia sempre negato di aver dato egli stesso quel nome al gruppo. Questo nome infatti fu imprecisamente utilizzato da Vincent Bugliosi e dalla successiva onda mediatica per identificare in generale le persone che vivevano allo Spahn Ranch. La comune raggiunse il numero di circa cinquanta persone: molti di loro erano ragazzi che avevano avuto una vita dura come Charles, con problemi familiari e spesso di disadattamento sociale mentre altri provenivano da famiglie ricche. Manson era da questi considerato un leader religioso oltre che morale. Alcuni membri della comune credevano che Manson fosse la reincarnazione di Gesù Cristo e di Satana insieme. Nei primi mesi del 1969, Manson diffuse fra i suoi discepoli la paranoia parlando di un futuro scontro interrazziale tra bianchi e neri al termine del quale la Famiglia, rimasta nascosta in un mistico pozzo nella Valle della Morte, sarebbe stata chiamata ad assumere il comando supremo.
Le persone che vivevano al ranch sopravvivevano grazie ai soldi prestati da personaggi famosi come Dennis Wilson, batterista dei Beach Boys, che Manson aveva conosciuto  dopo che questi aveva dato un passaggio a due ragazze della Famiglia che facevano autostop. In momenti di carestia raccoglievano cibo commestibile dalla spazzatura, commettevano furti e spacciavano droga che circolava abbondantemente a Hollywood e tra le comunità hippie. Era una vita dedita alla musica, al sesso, e alla droga. Manson fondò anche un movimento ambientalista chiamato ATWA (acronimo di "Air, Trees, Water, Animals"), che si batteva per salvaguardare la natura e le sue creature e del quale facevano parte alcuni membri della "Famiglia".
Charles Manson voleva diventare un musicista famoso come i suoi idoli e nell'estate del 1968 tentò di realizzare il suo sogno musicale, recandosi in uno studio discografico di Los Angeles, con il supporto economico di Dennis Wilson. Un brano di Manson, Cease to Exist, fu riarrangiato dai Beach Boys e inserito nell'album 20/20 (1969) con un nuovo titolo (Never Learn Not to Love), testi modificati e un differente bridge.

### Gli omicidi e l'eccidio di Cielo Drive

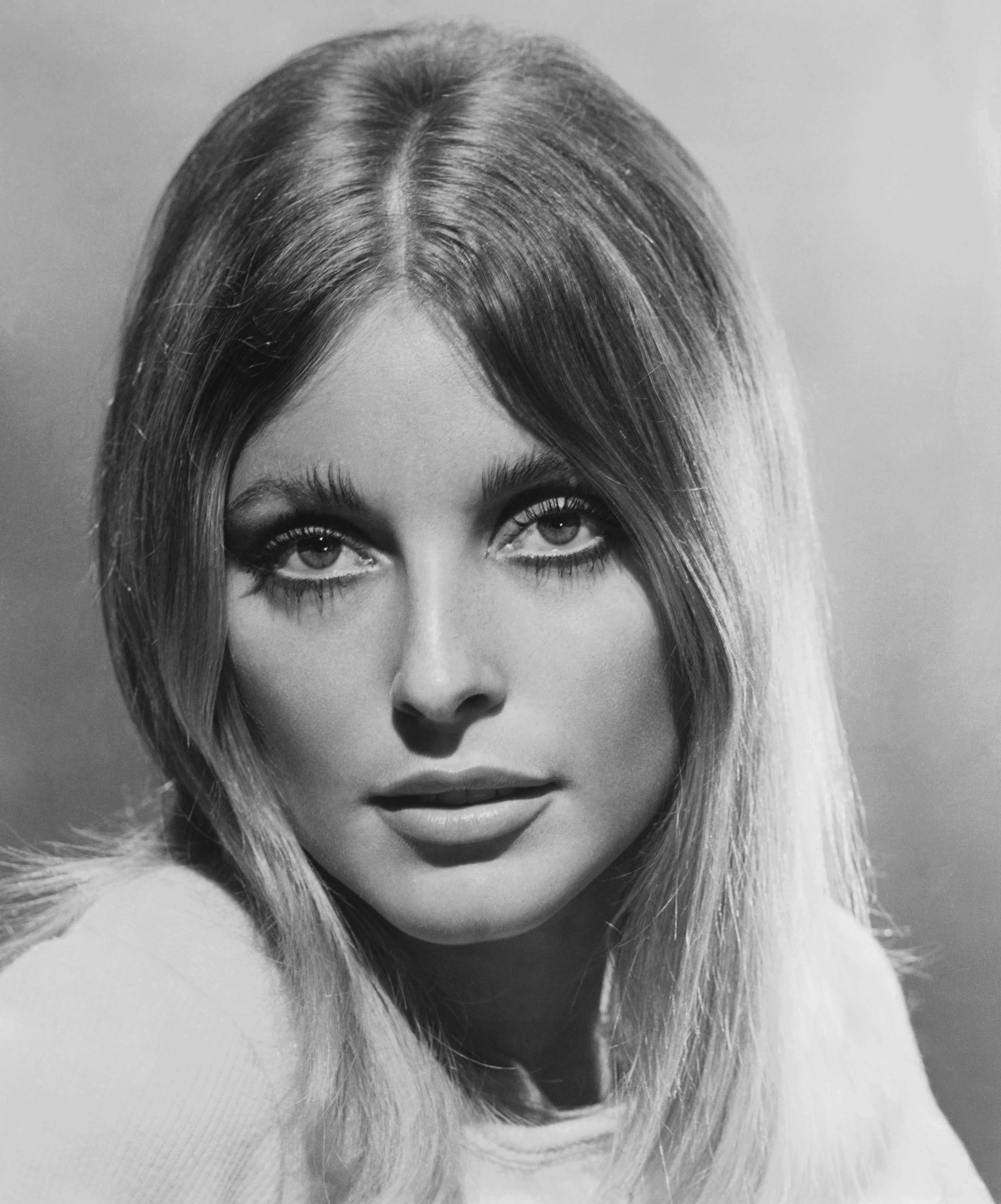
Sharon Tate nel 1967

Il 9 agosto 1969, meno di due settimane dopo l'omicidio di Gary Hinman, commesso da Bobby Beausoleil, Manson pianificò e ordinò un'intrusione a Cielo Drive, un ricco quartiere di Los Angeles. L'obiettivo era di penetrare nella villa di proprietà di Terry Melcher, artista e produttore musicale, nonché figlio di Doris Day, che aveva inizialmente espresso interesse nei riguardi di alcune canzoni composte da Manson, salvo poi rifiutarsi di scritturarlo per la Columbia Records. Manson si era recato in quella villa in precedenza col desiderio di incontrare nuovamente Melcher, ma era stato allontanato da un fotografo amico della Tate che gli aveva rivelato che la villa adesso era abitata da Roman Polański e Sharon Tate, attrice e moglie del regista.
Secondo quanto dichiarato dagli imputati al processo, il motivo principale alla base degli omicidi Tate-LaBianca era convincere la polizia che Bobby Beausoleil, che nel frattempo era stato arrestato, non avesse ucciso Gary Hinman. L'omicidio era avvenuto solo pochi giorni prima: Charles "Tex" Watson, Susan Atkins, Patricia Krenwinkel e Linda Kasabian si erano allontanati dallo Spahn Ranch per inscenare un "omicidio fotocopia" che ricalcasse le medesime dinamiche del delitto Hinman, suggerire alla polizia che gli assassini di Hinman fossero ancora a piede libero e scagionare Beausoleil dalle accuse di tortura e omicidio. Tale ipotesi confermata dallo stesso Beausoleil nelle interviste da lui rilasciate a Truman Capote e Ann Louise Bardach nel 1981.
La notte in cui gli omicidi si consumarono, Polanski non era presente: si trovava infatti a Londra per motivi di lavoro (stava lavorando alla produzione del film Il giorno del delfino che avrebbe dovuto dirigere). Manson in quel momento era al ranch mentre Charles "Tex" Watson, Susan Atkins, Patricia Krenwinkel e Linda Kasabian si diressero verso la villa armati di coltelli, un revolver e una corda di nylon lunga tre metri. Giunti sul posto, Watson tagliò i fili del telefono per impedire che venisse dato l'allarme. Mentre Linda Kasabian copriva loro le spalle, gli altri tre scavalcarono la recinzione che circondava il parco della villa. In quel momento si accingeva a uscire in macchina dalla villa un giovane di nome Steven Parent, che aveva fatto visita al custode e venne ucciso immediatamente a colpi di revolver da Tex Watson.
Entrati nella villa, i membri della "Famiglia" non ebbero nessuna pietà per i presenti. Il secondo a morire fu il parrucchiere Jay Sebring, che implorò di lasciare in vita Sharon Tate in quanto incinta, dopodiché fu ferito con un colpo di revolver all'ascella e finito con una serie di coltellate. La successiva vittima fu Wojciech Frykowski, accoltellato da Susan Atkins e Tex Watson. Stessa sorte anche per Abigail Folger, accoltellata ripetutamente. L'ultima vittima fu Sharon Tate, 26 anni, incinta di otto mesi. Con uno straccio intriso del sangue dell'attrice, la Atkins scrisse sulla porta dalla quale avevano fatto irruzione "PIG" (maiale in lingua inglese). Il termine viene usato in modo spregiativo nei confronti dei poliziotti e Piggies è il titolo di una canzone dei Beatles. Non ci furono sopravvissuti.

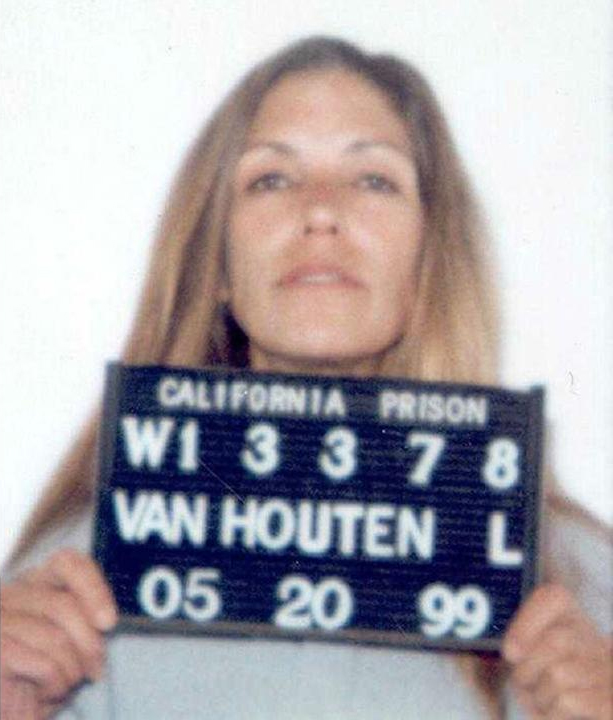
Leslie Van Houten partecipò alla strage dei coniugi LaBianca (foto 1999)

Il giorno seguente la "Famiglia" uccise l'imprenditore Leno LaBianca e sua moglie Rosemary; i due furono colpiti da più di quaranta colpi di arma da taglio e il cadavere di Leno LaBianca fu ritrovato con un forchettone conficcato nello stomaco e un coltello nella gola. Su una parete venne scritto "Death to Pigs" ("Morte ai porci") con il sangue delle vittime e sul frigorifero in cucina le parole Healter Skelter, con una svista ortografica.
La notte stessa, Manson insieme a Susan Atkins e Linda Kasabian si diressero a Venice per raggiungere la casa di un attore libanese di nome Saladin Nader, conosciuto dalla Kasabian, che intendevano uccidere. Tuttavia, Kasabian sabotò deliberatamente il piano portando il gruppo all'appartamento sbagliato. Prima di abbandonare la scena, Atkins defecò sulle scale dell'abitazione.
Qualche giorno prima, il 27 luglio 1969, la prima vittima della "Manson Family" era stato un insegnante di musica, Gary Hinman, che qualche mese prima aveva dato ospitalità alla Family, finendo poi per cacciarli. Hinman venne accoltellato da Bobby Beausoleil: sulla parete fu tracciata la scritta "Political Piggy", ovvero "Porco politico"; tali scritte, secondo il procuratore distrettuale Vincent Bugliosi, furono ordinate da Manson ai suoi seguaci per cercare di depistare le indagini e far accusare dell'omicidio i neri.
L'ultimo assassinio attribuito alla Family fu quello di un lavorante del ranch dove la Family si era stabilita, Donald Shea detto "Shorty", colpevole di aver sposato una donna nera, di aver picchiato Manson durante una lite e di voler sfrattare la sua banda dal rifugio dello Spahn Ranch, ma più probabilmente perché a conoscenza di elementi che riguardavano le stragi Tate e LaBianca. Il 26 agosto 1969, dopo l'omicidio, il suo cadavere fu sepolto in prossimità del letto di un torrente. Si sparse la voce che il cadavere fosse stato smembrato e seppellito in fosse diverse, fatto poi smentito dal ritrovamento del corpo intero nel 1977, grazie ad una mappa disegnata da Steve "Clem" Grogan.
Dopo una ventina di giorni, la "Famiglia" si trasferì nella Valle della Morte, attraversò l'inospitale Goler Wash e si installò nelle baracche del Barker Ranch. In seguito a un'irruzione al ranch avvenuta il 9 ottobre, Manson fu arrestato assieme a Susan Atkins e alla maggior parte dei suoi discepoli, in una complessa operazione di polizia circa un'indagine per furto d'auto. La polizia non aveva idea che avessero commesso anche gli omicidi Tate-LaBianca. Le investigazioni di questi erano ancora in corso. In seguito, dopo quattro giorni, la Atkins fu arrestata per sospetto concorso in omicidio, a causa delle sue affermazioni sul delitto Hinman, e tradotta al carcere femminile di Los Angeles. Fu proprio la Atkins a dare una svolta nella ricerca degli assassini quando raccontò ai suoi compagni di cella, tra cui una donna chiamata Ronnie Howard, dei crimini. Howard e le altre prigioniere del carcere femminile della contea di Los Angeles informarono le autorità di ciò che avevano sentito da Atkins. Testimone chiave nel processo fu Linda Kasabian, la ragazza che ricoprì il ruolo di "palo" la sera del 9 agosto 1969 che per evitare l'incarcerazione, testimoniò contro Charles Manson che fu così arrestato per quello che viene ricordato come Il caso Tate-LaBianca e venne accusato di essere il mandante degli omicidi.

### Il processo e la condanna

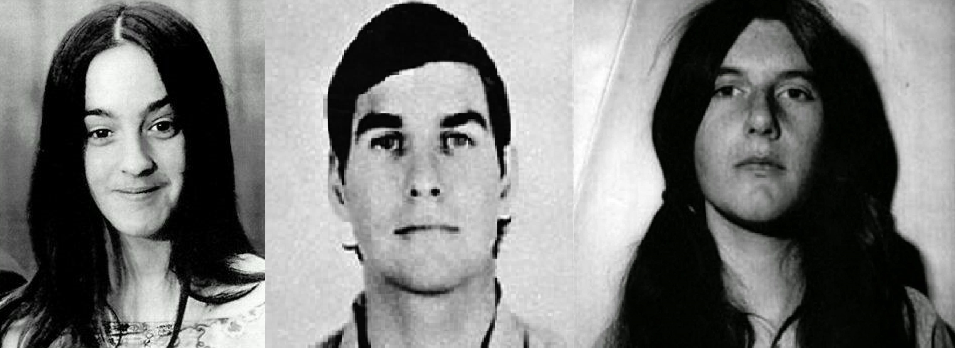
Foto segnaletiche di Susan Atkins, Charles "Tex" Watson e Patricia Krenwinkel della famiglia Manson, autori dell'eccidio di Cielo Drive.

Nel 1970 cominciò il processo contro Manson. Egli si presentò prima con una croce cristiana disegnata e poi con una X incisa sulla fronte. In seguito, dopo diversi anni di prigione, Manson stesso modificò l'incisione sulla fronte facendola diventare una svastica. Il processo è entrato nella storia degli Stati Uniti per la sua incredibile lunghezza: il solo dibattimento preliminare durò quasi un anno.

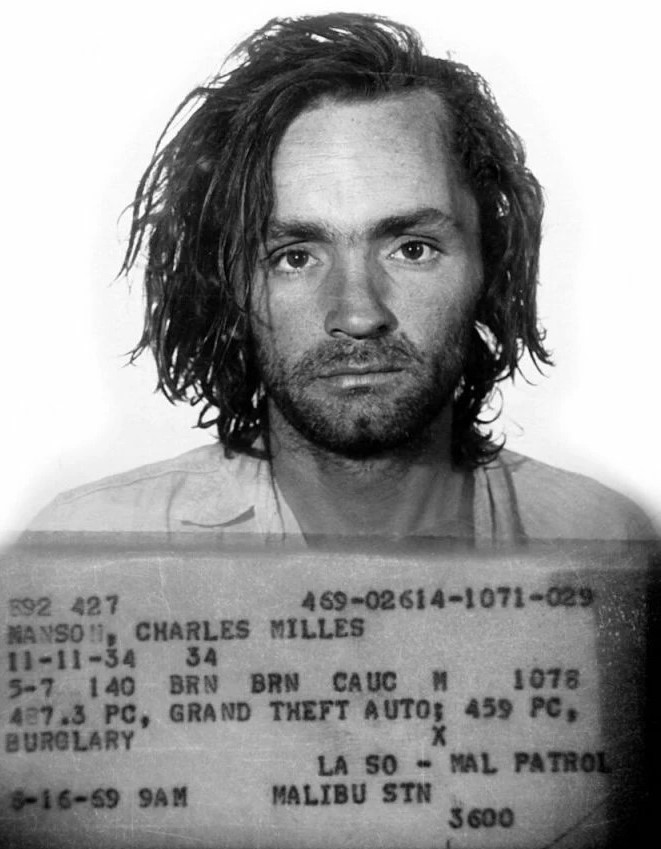
Manson nel 1971

Manson dichiarò sempre di non essere responsabile degli omicidi del '69; Susan Atkins invece, rivelò che Manson aveva programmato di uccidere in seguito nomi noti nello show business come Liz Taylor, Steve McQueen, Tom Jones, Richard Burton, e Frank Sinatra, pur non avendo prove materiali a sostegno. Il 29 marzo 1971 il processo si chiuse con la condanna a morte di tutti i componenti della "Famiglia". Nel 1972 lo Stato della California abolì la pena di morte e Manson, assieme ai responsabili degli omicidi, fu trasferito dal braccio della morte al carcere, con pena commutata in ergastolo.
Il 25 maggio 2007, presso il carcere di Corcoran, l'undicesima udienza richiesta da Manson per ottenere la libertà vigilata è stata respinta. L'uomo, 72 anni a quel tempo (di cui 42 anni trascorsi in carcere), non era presente all'udienza, ma dichiarò alla stampa per il tramite del proprio avvocato che nel 2012 avrebbe presentato puntualmente la sua dodicesima domanda di rilascio. Anche quest'ultima richiesta di scarcerazione anticipata è stata rifiutata nell'aprile 2012 dalle autorità della California.

### La lettera a Marilyn Manson
Nel settembre del 2012 apparve online una lettera di Charles Manson indirizzata a Marilyn Manson; non risulta che vi sia stata alcuna replica da parte del cantante.

### Malattia e morte
Il 1º gennaio 2017, nella prigione di Corcoran, Manson fu trovato sofferente di perdite di sangue gastrointestinali e trasportato d'urgenza presso il Mercy Hospital di Bakersfield. Una fonte interna disse al Los Angeles Times che Manson era gravemente malato, e TMZ diffuse la notizia che i medici lo consideravano "troppo debole" per essere operato. Fu riportato in carcere il 6 gennaio e sottoposto a cure che non gli giovarono. Il 15 novembre 2017 un portavoce non autorizzato dall'autorità carceraria confermò che Manson era stato riportato in ospedale a Bakersfield. In ottemperanza alle leggi federali sulla privacy medica, il California Department of Corrections and Rehabilitation non confermò la notizia. Il 19 novembre 2017, dopo essere stato ricoverato pochi giorni prima in seguito ad un'emorragia intestinale, Manson morì a causa di un arresto cardiaco all'età di 83 anni, al Kern County Hospital di Bakersfield. Soffriva da tempo per un cancro al colon.
Tre persone dichiararono la volontà di reclamare la salma di Manson e i suoi effetti personali: suo nipote, Jason Freeman; Michael Channels, amico di Manson, che mostrò una lettera, datata 14 febbraio 2002, nella quale Charles gli lasciava tutti i suoi beni e il suo cadavere; un altro amico di Manson, Ben Gurecki, che fornì una lettera simile, datata gennaio 2017, dove Manson nominava suo unico erede Matthew Roberts, il figlio presunto. Il 12 marzo 2018 le autorità giudiziarie della contea di Kern decisero in favore di Freeman riguardo al corpo di Manson. Freeman fece cremare i resti il 20 marzo 2018.

## Aspetti controversi

### Le ipotesi sugli omicidi e l'onda mediatica

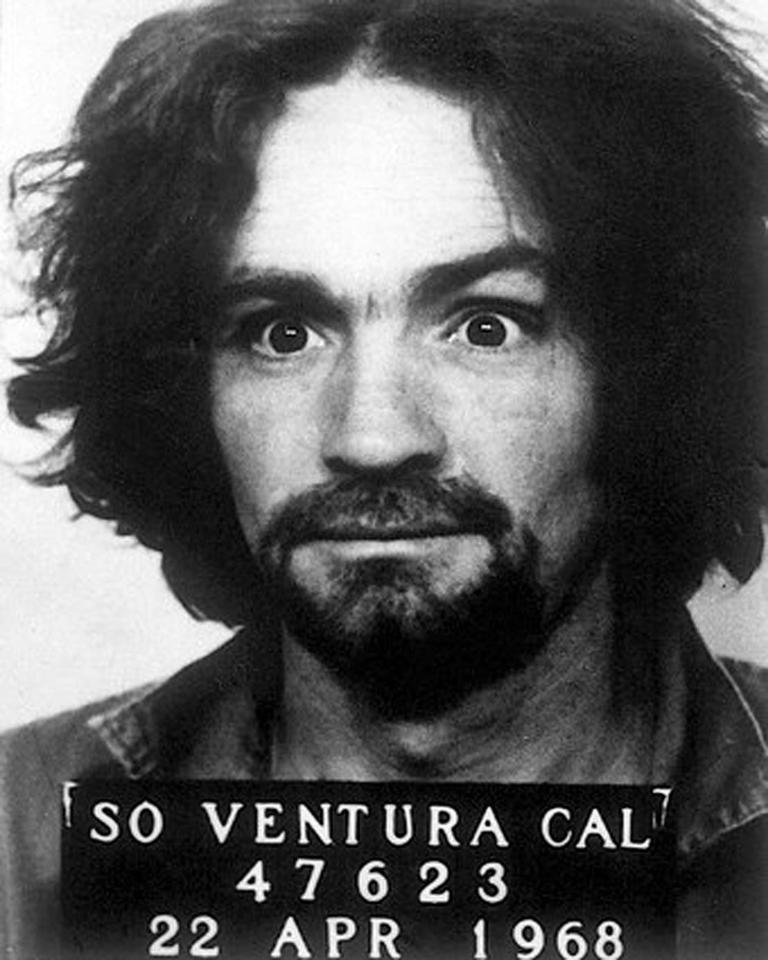
Charles Manson in una foto segnaletica del 1968

Non si conoscono con esattezza i moventi che spinsero la banda a uccidere. Alcune ipotesi si potrebbero basare sull'ossessione per la fama di Manson: non essendo riuscito a diventare una rockstar come aveva sempre sognato egli avrebbe scelto l'alternativa più facile, dei folli omicidi che attirassero l'attenzione dell'opinione pubblica. Altri ritengono che l'uomo, avendo vissuto nella povertà e in mezzo alla strada, odiasse le persone ricche e famose e per questo covasse desideri di vendetta. Si ritiene che con la scritta "Death to Pigs" Manson volesse dimostrare la propria acredine nei confronti di tutti coloro che appartenevano all'establishment. Questa ipotesi tuttavia non regge in quanto Manson, grazie ad amicizie come quella di Dennis Wilson o del produttore Phil Kaufman, aveva potuto frequentare i quartieri alti di Hollywood, dove ottenne la possibilità di registrare le sue canzoni. Manson non provava alcun odio per la classe benestante. Come dichiara nelle interviste televisive, essendo nato sulla strada, Manson ha sempre preferito vivere in libertà e lontano da ritmi della società, motivo per cui preferì rimanere presso lo Spahn Ranch piuttosto che andare a vivere nei quartieri di Hollywood.
Nel libro di Vincent Bugliosi si dichiara che Manson fu ispirato dai Beatles e nello specifico dalla canzone Helter Skelter, dove credeva di aver individuato una sorta di "messaggio profetico" a lui indirizzato che gli ordinava di diffondere il caos in vista di un'imminente guerra razziale. Lo stesso Bugliosi avanza la teoria che Manson avesse ordinato l'omicidio di Sharon Tate per il desiderio di attribuire l'omicidio alla comunità afro-americana della città di Los Angeles. Negli anni successivi queste ipotesi si riveleranno del tutto inconsistenti in seguito alle interviste e alle ulteriori indagini condotte su Manson e sui reali responsabili degli omicidi.

Seppur per sua stessa ammissione si ritenesse apertamente un delinquente, Charles Manson si è sempre professato innocente ed ha sempre dichiarato di non essere il responsabile degli omicidi. A fronte dei lavori che si richiamavano alle carte processuali, alle testimonianze giurate e ai verbali di polizia, negli anni successivi furono anche pubblicati libri a difesa di Charles Manson, quali Reflexion di Lynette Fromme, membro della Famiglia, Goodbye Helter Skelter di George Stimson, amico di un’altra seguace, Sandra Good, The Manson File e The Manson File: Myth and Reality of an Outlaw Shaman di Nikolas Schreck con contributi dello stesso Manson e Now Is The Only Thing That's Real: A re-examination of the Manson murders, motives and mythos di Neil Sanders.

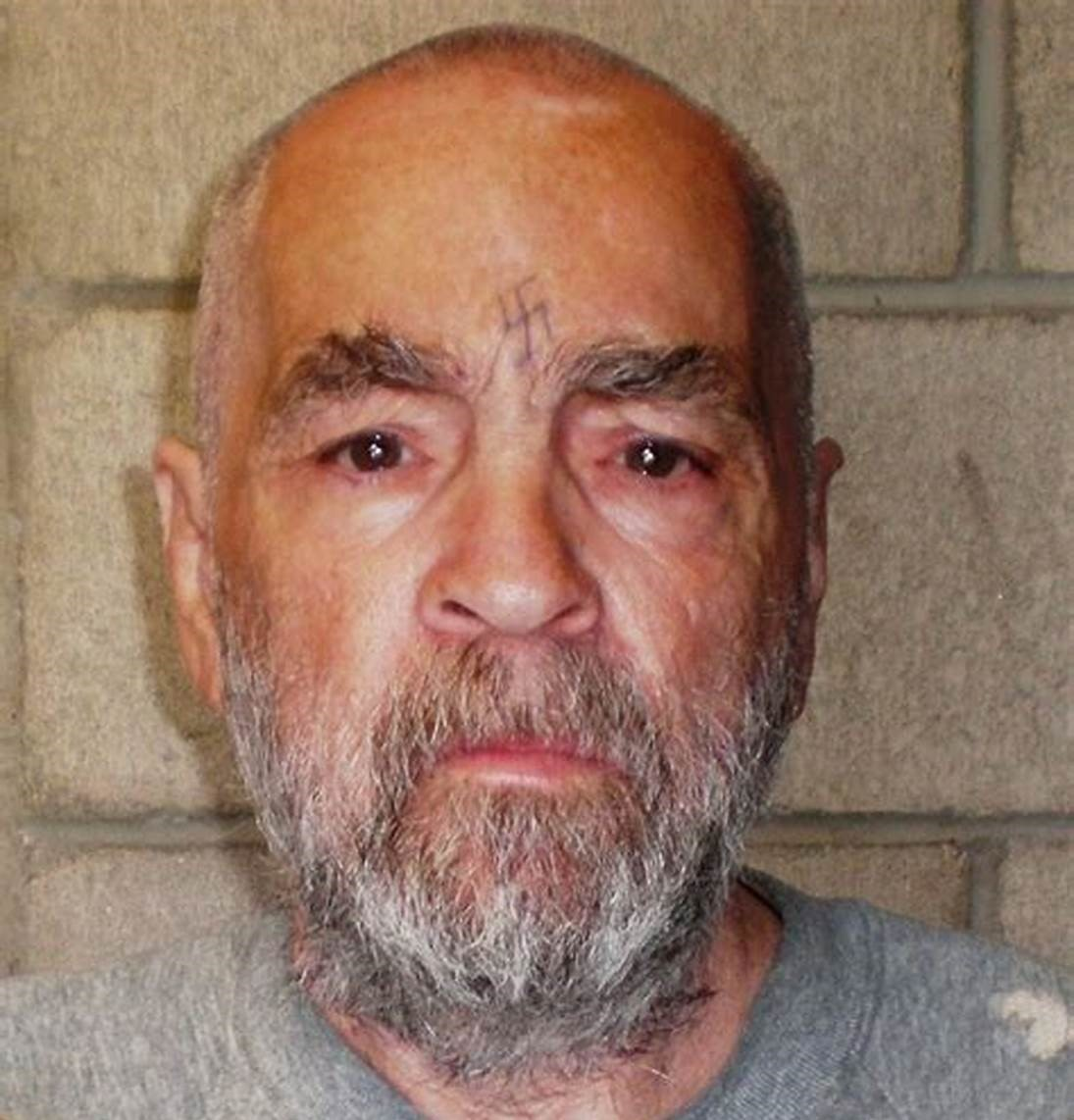
Manson nel 2009

Anche Doris Tate, madre di Sharon Tate, e Tex Watson in persona, in televisione declinarono ogni responsabilità da parte di Charles Manson per gli omicidi avvenuti.

### Il figlio segreto
Nel 2009 un disc jockey di Los Angeles, Matthew Roberts, adottato in tenera età da una famiglia e cresciuto nell'Illinois, riuscì a risalire ai propri genitori naturali scoprendo di essere figlio di Manson. A undici anni Roberts aveva scoperto da sua sorella di essere stato adottato, ma si era messo alla ricerca dei suoi genitori biologici nel 1997 nonostante il padre adottivo avesse provato a scoraggiarlo. Roberts era sicuro che la scoperta lo avrebbe aiutato a «conoscere meglio se stesso». Invece, conoscere l'identità del suo padre biologico lo ha gettato nella depressione. La storia è raccontata dall'edizione online del tabloid britannico The Sun. «Non ci volevo credere. Ero spaventato e arrabbiato allo stesso tempo. È stato come scoprire che tuo padre è Adolf Hitler», ha detto Roberts.
Dalla madre, trovata subito attraverso un'agenzia di servizi sociali, Matthew si è fatto raccontare tutta la storia: lei e Manson si conobbero nel 1967 a San Francisco durante la famosa Summer of Love. Nonostante il trauma per aver scoperto di essere il figlio di un uomo accusato di essere uno dei più crudeli assassini degli ultimi quarant'anni, Matthew, che si definisce un pacifista («il mio eroe è Gandhi»), ha cominciato a scrivergli. Manson ha confermato di essere suo padre e ha sempre risposto alle sue lettere scrivendo «cose folli» e firmando con una svastica.

## Discografia
- Lie: The Love and Terror Cult (1970)
- The Family Jams (1997)
- One Mind (2005)
- Charles Manson (2019)

## Film su Charles Manson
- La rabbia dei morti viventi (I Drink Your Blood) (1970), con Bhaskar Roy Chowdhury, diretto da David E. Durston;
- Quella notte in casa Coogan (The Night God Screamed) (1971), con Michael Sugich, diretto da Lee Madden;
- The Other Side of Madness (1971), con Brian Klinknett, diretto da Frank Howard;
- The Manson Massacre (1972), con MaKee Blaisdell, diretto da Kentucky Jone;
- Manson e la famiglia di Satana (Manson), documentario del 1973 sulla "Famiglia Manson";
- Bel Air - La notte del massacro (film-tv del 1976) con Steve Railsback, diretto da Tom Gries;
- The Book of Manson (1989) con Robert Hecker, regia di Raymond Pettibon;
- Summer Dreams: The Story of The Beach Boys (film-tv del 1990, per la precisione si tratta della biografia del celeberrimo gruppo di surf rock; Manson appare in una breve sequenza) con Michael Reid Mackay, diretto da Michael Switzer;
- The Beach Boys: An American Family (mini-serie TV della ABC trasmessa in prima visione nel 2000: altra biopic della band; qui il personaggio occupa maggiore spazio e viene mostrato, tra l'altro, mentre registra un demo nello studio privato di Brian Wilson) con Erik Passoja, regia di Jeff Bleckner;
- Bovine Vendetta (cortometraggio del 1997) con Charles Manson, diretto da Bob Judd;
- Doomed Planet (2000) con Raven, diretto da Alex R. Mayer;
- The Manson Family (2003) con Marcelo Games, regia di Jim Van Bebber;
- Helter Skelter (film-tv del 2004) con Jeremy Davies diretto da John Gray;
- Live Freaky Die Freaky (film d'animazione del 2006) con la voce di Billie Joe Armstrong e la regia di John Roecker;
- Will You Kill For Me? Charles Manson and His Followers (film-tv 2008) con Charlie Davidson, diretto da Lucilla D'Agostino;
- Manson (film-tv del 2009) con Adam Wilson, regia di Neil Rawles;
- Lie (cortometraggio del 2009) con Ryan Kiser, diretto da Vaughn Juares;
- Leslie, il mio nome è il male (Leslie, My Name Is Evil) (2009), con Ryan Robbins, regia di Reginald Harkema;
- Gingerdead Man 3-D: Saturday Night Cleaver (2011) con Bobby Bromley, diretto da William Butler e Silvia St. Croix;
- Manson Girls (2011) con Bill Moseley, regia di Susanna Lo;
- Old Man (cortometraggio del 2012) con Charles Manson, Marlin Marynick, diretto da Leah Shore;
- House of Manson (2014) con Ryan Kiser, diretto da Brandon Slagle;
- Aquarius (2015), serie TV;
- Manson Family Vacation (2015), regia di J. Davis;
- 10050 Cielo Drive (Wolves at the Door) (2016), regia di John Leonetti;
- American Horror Story (2017), serie TV, episodio 7x10;
- Mindhunter (2017 – 2019), serie TV;
- Charlie Says (2018), con Matt Smith, regia di Mary Harron;
- The Manson Family Massacre (2019), con Ciaron Davies, regia di Andrew Jones;
- Sharon Tate - Tra incubo e realtà (The Haunting of Sharon Tate) (2019), con Ben Mellish, regia di Daniel Farrands;
- C'era una volta a... Hollywood (2019), con Damon Herriman, regia di Quentin Tarantino;